# Петко Теофилов
Петко Теофилов Петков е български общественик. Използва псевдонимите Камен Климашев и Росен Здравец. Наричан е „последният копривщенски възрожденец“.
Основател е на модерното музейно дело в Копривщица. Носител е на орден „Кирил и Методий“ – I степен. Обявен е посмъртно за почетен гражданин на град Копривщица на 2 май 2014 г.

## Биография
Роден е в Копривщица на 27 октомври 1919 г. Семейството му се преселва в Пазарджик и Пловдив по политически и икономически причини.
Работи в тютюневите фабрики. Активно се включва в антифашисткото движение на РМС, заедно със Стефан Халачев. Участва активно за установяване на ОФ власт в Пловдивско и града от 5 до 11 септември 1944 г. На 5 септември с малък отряд превзема гара Кричим. Участва в първата фаза на Отечествената война – 1944 г.

След войната развива активна публицистична и културна дейност в Пловдив. Съосновател е на културния клуб.

| „ | Широко скроена личност, чужд на партийни пристрастия, „наглеждан“ от мнителната власт заради своята непокорност, ерудиран, вдъхновен, колегиален, честен, открит, прям, надарен с въображение, писателски талант и ораторски качества, енергичен и неуморим – това са само част от характеристиките, дадени му от хората, които са общували с него през годините. | “ |

Личните убеждения пречат донякъде на официалното обществено утвърждаване на Петко Теофилов като писател, тъй като има връзки с анархокомунистически среди, между които и Христо Колев - Големия – всички те са активни революционери, част от които интербригадисти от испанската гражданска война. В Сталинския период тези контакти му създават сериозни неприятности, които преодолява с присъщите му чар, ерудиция и дар слово. През 1951 г. се завръща със семейството си в родната Копривщица. Остатъка от живота си посвещава на града.

### Музейна дейност
От учредяването на Общия копривщенски музей през 1930 г. до 1944 г. музейната сбирка има 2200 експоната с един щатен и трима на обществени начала служители и средногодишни посещения от 1500 души. Между 1944 и 1952 г. има вече 4130 експоната и увеличаване на щатния песонал до двама души. Броят на посещенията са 2200. През 1954 г. е назначен трети уредник. През 1955 г. има 4271 предмета и повече от 22 хиляди посещения. След учредяването на Дирекцията на музеите през 1956 г. са открити музеите на Любен Каравелов и Тодор Каблешков. Служителите са вече 10, а посетителите нарастват от 4210 на 19 486. В края на годината посетителите вече са 77 135 души. През 1957 г. има 139 202 посешения, а през 1959 г. са 180 хил. посещения. В 1968 г. е поставен своеобразен рекорд от 441 517 посетители с 10 щатни и 7 доброволни сътрудници. Дирекцията на музеите участва в изследователските проучвания на калето в Смиловене и неолитна гробница в околностите на село Чавдар през 1962 г.

### Обществена дейност
Преодолявайки съпротива от стара политическа неприязън, като директор на Дирекцията на музеите, отдавайки заслужено място на първооснователите на музейното дело, успява чрез копривщенски съмишленици да издигнат града в челното място на историческите, туристически и бележити места в България. Между тези съмишленици са ген. Иван Врачев, поетът Веселин Андреев, Анна Каменова, Тодор Тумангелов, Недельо Меслеков, Андон Брайков и други ентусиасти.
По негова инициатива като председател на туристическото дружество „Детелин войвода“ се възстановява старата хижа на връх Богдан. В творчеството си внушава легенди за „хайдушки кладенчета“, за „Детелинова грамада“, за „Каравелова поляна“ над Бяла река. Инициатор е за строителство на чешми от името на Дирекцията на музеите. Той е сред пазителите на автентичния вид на града в качеството си на директор на музеите до края на дните си – 27 август 1971 г. Активен радетел е за издаване на министерско постановление за обявяване на Копривщица за национален исторически и туристически град и за установяване на традиционен национален събор за изворен фолклор и изкуство. Преизграждане на музейните експозиции по съвременен научен начин. Съдейства за археологически разкрития – „Смиловенско кале“ (1961 – 1962).Наричано днес (2013) Тракийска резиденция „Смиловене“.
На обществени начала е председател на Читалищното настоятелство от 1956 до 1969 г. и на родителския комитет в училището. Теофилов е председател на копривщенското земляческо дружество „Тодор Каблешков“ на живущите в Пловдив копривщенци. Председател е на Градския и член на Окръжния съвет за култура в София и на музейния съвет към Комитета за култура от онова време.
През 1961 г. и до средата на 1980-те съществува, създаден по инициатива на Петко Теофилов, Светозар Начев и Цоньо Неделкин литературен клуб. По-късно се включват Карол Николов, Славимир Генчев, Драган Ничев, Валери Калонкин и Надежда Искрова Косева. Там участват и д-р Екатерина Ослекова, Зорка и Искра Шипеви.

## Творчество
Петко Теофилов развива активна публицистична дейност в периодичния и специализиран печат за величието на историческия град в рамките на България и за родените тук личности. Публикува под псевдонимите Камен Климашев и Росен Здравец. Издава и преиздава пътеводители за град Копривщица на няколко езика, пътеводител за град Клисура, биографични очерци за Тодор Каблешков, Панайот Волов и Любен Каравелов. Посмъртно е преиздаден „Менците преляха“ – художествено произведение с извлечени исторически факти и легенди за абаджийската гилдия от Копривщица.
Автор е на сценарии на 4 реализирани документални филма: „Една нощ в Средна гора“ (1962), „Предвестник на свободата“ (1963), „Каравелова изгубихме“ и „Бунтовникът от Щумен“ (1968).

## Отзиви
„При гроба на Димчо“
| „ | Творбата е създадена спонтанно, след бохемска вечер в механа „Първата пушка“ (старата, изгорялата). И е рецитирана веднага при среднощното поклонение на гроба на Димчо Дебелянов. Записана е по спомени на участниците Христо Спасунин – големия историк, поет, турист и общественик, и на последния бохем на Копривщица, художника и журналиста Александър (Сашо) Божинов. | “ |

Други
- Теофилова, Марина. 50 години от смъртта на Петко Теофилов (видео).   Марина Теофилова, 2021. с. видео 2:38 m.
- Бочев, Боян. Петко Теофилов, беседа първа (аудио)
- Бочев, Боян. Петко Теофилов, беседа втора (аудио)

## Цитати
| „ | Жадувам да видя над тебе небето, простора планински от слънце облян ... | “ |

## Семейство
- Баща Теофил Петков, ветеран и военноинвалид от Първата световна война
- Съпруга Димитрия (Дими) Илиева, дългогодишен уредник на Бъзева къща в Копривщица
- Син Теофил Теофилов, архитект във Велико Търново
- Син Мариус Теофилов, преподавател в Шуменския университет
- Внучка Марина Теофилова, доцент във Великотърновския университет
- Внук Камен Теофилов, доцент в Шуменския университет
- Внучка Теодора Теофилова, доцент в Българската академия на науките